# Irja Sahlberg
Irja Margareta Sahlberg, född 11 juni 1904 i Åbo, död där 21 juni 1972, var en finländsk folklivsforskare och museitjänsteman.
Sahlberg blev filosofie kandidat 1931. Hon tillhörde kretsen av unga forskare kring Gabriel Nikander vid Åbo Akademi och specialiserade sig på byggnads- och hantverkshistoria. Som Svenska litteratursällskapets stipendiat gjorde hon fältarbeten, mest byggnadsdokumentation i alla delar av Svenskfinland.
Sitt museiarbete började Sahlberg på Sagalund i Kimito, och 1937 anställdes hon vid Åbo stads historiska museum. Hon ledde det konkreta museiarbetet när den första delen av Klosterbacken musealiserades och reviderade de stilhistoriska interiörerna på Åbo slott enligt vetenskapliga principer. Åren 1953–1960 var Sahlberg museichef i Åbo och efter tjänstebyte amanuens till pensioneringen 1968. Under Sahlbergs tid som chef genomdrevs de politiska besluten att den återstående delen av Klosterbacken och gården Qwensel skulle bevaras.
Sahlberg var en pionjär inom urban etnologi som i sitt arbete kombinerade historikerns metodik och folklivsforskarens helhetssyn. Hon skrev själv sina texter på både svenska och finska. Hon utarbetade de första guideböckerna om Sagalunds museum (1934), Klosterbacken (1941), Gården Qwensel och apoteksmuseet (1963) samt om museet i Tövsala (postumt 1974). Hennes bibliografi omfattar cirka 70 titlar. Till de viktigaste hör Byggnadsskick och heminredning på Klosterbacken (1941) samt avsnitten om jordbruk och byggnadsskick i Kimitobygdens historia (1942).